# 国际公众电台
国际公众电台是美国一家公共广播组织，其总部位于明尼苏达州的明尼阿波利斯。
美国国际公众电台为全美850家公共广播电台提供节目服务，与全国公共广播电台、美国公共传媒、公共广播交流机构并列为美国主流公共广播节目提供者。

### 脚注
1. ↑  中文译名参见中华人民共和国外交部外国记者新闻中心文件《外国驻华新闻机构名册》。

### 出典
1. ↑  Lynette Clemetson. . 纽约时报.   [2019-11-19]. （原始内容存档于2018-07-07）.